# Hazard srdcí
Hazard srdcí (v britském originále A Hazard of Hearts) je britský dramatický film z roku 1987. Režisérem filmu je John Hough. Hlavní role ve filmu ztvárnili Helena Bonham Carter, Marcus Gilbert, Edward Fox, Diana Rigg a Christopher Plummer.

## Obsazení
| Helena Bonham Carter | Serena Staverley  |
| Marcus Gilbert       | Justin Vulcan     |
| Edward Fox           | Harry Wrotham     |
| Diana Rigg           | Harriet Vulcan    |
| Christopher Plummer  | Giles Staverley   |
| Stewart Granger      | Lord Vulcan       |
| Fiona Fullerton      | Isabel Gillingham |
| Neil Dickson         | Nicholas          |